# ジェイ・ファロー
ジェイ・ファロー（Jay Pharoah,  1987年10月14日 - ）は、アメリカ合衆国の俳優、コメディアンである。日本では苗字が「ファロア」の表記もあるが、読みは「ファロー」になる。また本名自体が「Farrow」でもある。

## 来歴
1987年、バージニア州チェサピークに生まれる。地元の高校を卒業した後、同州にあるコミュニティ・カレッジへ進学し、経営を専攻した。その後、バージニア・コモンウェルス大学へ編入している。
6歳のころからモノマネをはじめ、15歳で地元のコメディクラブのステージでスタンダップコメディを開始。主に黒人の有名人を演じ、第44代アメリカ合衆国大統領のバラク・オバマをはじめ、コメディアンのエディ・マーフィ、俳優のウィル・スミスやデンゼル・ワシントン、ラッパーのジェイ・Zなど幅広いものまねを披露して、動画共有サービスのYouTubeを通じながら徐々に人気を得た。更に2010年には、アメリカ国内の人気バラエティ番組『サタデー・ナイト・ライブ』のレギュラーキャストに抜擢。かつてのメンバーでも比較的若い年齢だったにもかかわらず、得意のものまねを通じて一躍人気コメディアンとして認知されるようになった。番組内ではコントの中で引き続き物まねを披露して番組を盛り上げている。コメディアンとしてのほかにもラッパーの顔も持つ。

## 出演作品

### 映画
- The Cookout 2 (2010) ※テレビ映画
- 29歳からの恋とセックス Lola Versus (2012)
- ライド・アロング〜相棒見習い〜 Ride Along (2014)
- しゃかりきにフットボール Balls Out (2014)
- トップ・ファイブ Top Five (2014)
- ゲット・ア・ジョブ 〜僕たちの就職戦線 Get a Job (2016)
- バッド・ヘアー Bad Hair (2020)
- オール・マイ・ライフ All My Life (2020)

### テレビシリーズ
- サタデー・ナイト・ライブ Saturday Night Live (2010 - 2016)